# 제9회 유럽 영화상
제9회 유럽 영화상의 시상식에 관한 내용이다.

## 수상 및 후보

### 유러피안 작품상
- 브레이킹 더 웨이브 - 라스 폰 트리에 수상

### 유러피안 여우주연상
- 브레이킹 더 웨이브 - 에밀리 왓슨 수상

### 유러피안 남우주연상
- 리차드 3세 - 이안 맥켈런 수상

### 유러피안 각본상
- 코카서스의 죄수 - 세르게이 보드로프 수상
- 코카서스의 죄수 - Boris Giller 수상
- 코카서스의 죄수 - Arif Aliev 수상

### 유럽영화아카데미 평생공로상
- 알렉 기네스 수상

### 유럽영화아카데미 비평상
- 브레이킹 더 웨이브 - 라스 폰 트리에 수상

### 유럽영화아카데미 다큐멘터리상
- Jerzy Sladkowski 수상
- Stanislav Krzeminski 수상

### 유럽영화아카데미 비유럽 영화상
- 데드 맨 - 짐 자무쉬 수상

### 올해의 유럽영화 신인상
- 어느 어머니 아들 - 테리 조지 수상